# Szczegłowo (wieś w obwodzie leningradzkim)
Szczegłowo (ros. Щеглово) – wieś (dieriewnia) w Rosji, w obwodzie leningradzkim, w rejonie wsiewołożskim. W 2021 liczyła 307 mieszkańców.